# Schinoasa, Călărași
Schinoasa este un sat din cadrul comunei Țibirica din raionul Călărași, Republica Moldova.
A fost inclus în Registrul localităților prin LP88-XVI din 24.04.2008